# М+С Хидравлик
„М+С Хидравлик“ АД е българско предприятие за производство на хидравлични системи със седалище в Казанлък. Акциите на „М+С Хидравлик“ се търгуват на Българската фондова борса с код MSH, като към 28 февруари 2025 година пазарната му капитализация е 369 милиона лева.
Към 2023 година има обем на продажбите 239 милиона лева, печалба 36,2 милиона лева и към 1291 служители.
„М+С Хидравлик“ произвежда хидравлични двигатели, сервоуправления, клапани, спирачки и принадлежности за тях. Книжата на компанията се търгуват на „Българска фондова борса - София“. Предприятието е основано през 1963 година и първоначално се занимава с поддръжка на строителна механизация, но през следващите години се специализира в производството на хидравлично оборудване. То е приватизирано през 1997 година по модела на масовата приватизация, като основни акционери стават фондовете „Стара планина холд“ и „Индустриален капитал – холдинг“, а през следващата година остатъчен държавен дял от 24% е продаден на работническо-мениджърското дружество „М+С - 97“. Тези три компании остават основни акционери и към 2025 година.

## История
- 1963 г. – създаване на „М+С Хидравлик“ като държавно предприятие, обслужващо строителната индустрия.
- 1972 г. – специализация единствено в производството на хидравлични изделия.
- 1976 г. – закупуване на лиценз за производство на хидростатични сервоуправления от фирма Zahnradfabrik”, Германия.
- 1981 г. – закупуване на лиценз за производство на планетарни хидромотори.
- 1997 г. – след икономически реформи и процес на масова приватизация фирмата става частна собственост.

Фирмата е сертифицирана по стандарта за управление на качество ISO 9001:2000 с цел осигуряване на високо и стабилно качество на продукцията, както и на нейната висока технологичност.